# Siedlików (Walim)

Zedlitzheide, Ausschnitt aus einer Feldpostkarte aus dem Ersten Weltkrieg

Siedlików [ɕɛˈdlikuf] (deutsch: Zedlitzheide, früher auch Zedlitzhaide geschrieben) ist ein Ortsteil der Landgemeinde Walim (Wüstewaltersdorf) im Powiat Wałbrzyski der Woiwodschaft Niederschlesien in Polen.
Siedlików liegt am Nordfuß des Eulengebirges, zwei Kilometer südöstlich von Walim. Durch den Ort verläuft die Woiwodschaftsstraße 383 von Jedlina-Zdrój (Bad Charlottenbrunn) nach Dzierżoniów (Reichenbach im Eulengebirge).
1925 hatte Zedlitzheide 711 Einwohner. Am 1. Oktober 1937 wurde es nach Wüstewaltersdorf eingemeindet.